# 希林斯普林斯鎮區 (阿肯色州克利本縣)
希林斯普林斯鎮區（英語：Healing Springs Township）是位於美國阿肯色州克利本縣的一個行政鎮區。

## 地方資料
希林斯普林斯鎮區的面積為97.23平方千米，當中陸地面積為97.23平方千米，而水域面積為0.00平方千米。根據2010年美國人口普查的數據，當地共有人口975人，而人口密度為每平方千米10.03人。